# Провес
Провес (итал. Proves) — коммуна в Италии, расположена в в автономной области Трентино-Альто-Адидже, подчиняется административному центру Больцано.
Население коммуны, на 01.01.2024 года, составляет 249 человек, плотность населения — 13,19 чел./км². Коммуна занимает площадь 18 км². 
Почтовый индекс — 39040. Телефонный код — 0463.
Покровителем коммуны почитается святитель Николай Мирликийский, чудотворец, празднование 6 декабря.

## Демография
Динамика населения:

## Администрация коммуны
- Официальный сайт: https://web.archive.org/web/20090905035039/http://www.gvcc.net/soci/proves.htm